# Чеслав Дутка
Чеслав-Павел Дутка (пол. Czesław Paweł Dutka; 20 січня 1936, с. Оришківці, нині у Копичинецькій міській громаді Чортківського району Тернопільської області — 10 січня 2020, Поляниця-Здруй) — польський літературознавець, соціолог. Доктор філології, професор. Від 1945 проживав у Польщі.

## Біографія
Студіював полоністику у Вроцлавському університеті. Працював учителем, викладачем у технічних училищах. Від 1982 — професор Вищої педагогічної школи в м. Зелена Гура.
Автор книг «Фундаментальні постави критика і дослідника, або Об'єктивізм і тенденції у критиці» (1981), «Література і посередницька роль» (1982), «Геноти-постаті вченого і прихований аспект культури» (1984) та ін., численних статей і рецензій у періодиці. 
У 1999–2008 рр. обіймав посаду ректора Державного університету — Вища технічна школа ім. Анґелуса Сілезіуса у Валбжиху. 
Помер 10 січня 2020 в Поляниці-Здруй.